# Schizonycha hahoensis
Schizonycha hahoensis är en skalbaggsart som beskrevs av Brenske 1898. Schizonycha hahoensis ingår i släktet Schizonycha och familjen Melolonthidae. Inga underarter finns listade i Catalogue of Life.